# Jean Alambre
 (janvier 2025).
Si vous disposez d'ouvrages ou d'articles de référence ou si vous connaissez des sites web de qualité traitant du thème abordé ici, merci de compléter l'article en donnant les références utiles à sa vérifiabilité et en les liant à la section « Notes et références ».
Jean Alambre, né le 16 mai 1946 à Paris, est un écrivain et un auteur-compositeur français. Membre de la Société des auteurs, compositeurs et éditeurs de Musique (SACEM), il vit aujourd’hui en Limousin.

## Biographie
Après une enfance et une adolescence vécues à Paris – il naît dans le quartier de la Butte Montmartre –, la seconde facette de l’enfance de Jean Alambre est la Corrèze, que l’on retrouve dans la plupart de ses romans, comme dans ses chansons. 
À l’occasion des vacances scolaires, même les plus brèves, il aime sans plus attendre se rendre chez l’autre grand-mère, côté maternel, celle qui est restée là-bas. Elle vit au pied de ces premiers contreforts limousins de l’Auvergne que l’on nomme les « Monédières », non loin de Treignac. C’est dans les replis de ces collines boisées, qu’il rêve déjà d’aller s’arrimer un jour définitivement. Le petit parisien des années « 60 », souffre de la privation durant de longs mois d’attente, d’odeurs de foin, de châtaigneraies à bolets et de recoins secrets de verdure. Pour lui, la Corrèze représente l’espace, la liberté, le doux chant du ruisseau, le bruissement des feuilles que le vent de juillet caresse avant que celui de l’automne ne vienne les emporter à la rencontre des souvenirs.[réf. nécessaire]

## Discographie
- 1971 : de Chalusset à Ventadour : 33 tours (Romainville)
- 2006 : Réfrac... Terre d’Oc : CD
- 2009 : Estivances : CD
- 2010 : Les temps... changent ? Livre + CD
- 2019 : Le Massacre des Primevères : CD

## Principales scènes
- 1966 : Relais de la Chanson Française (Paris) ;
- 1967 : Le Petit Conservatoire de la chanson de Mireille (ORTF);
- 1967 : Cabarets (Le Mikado, L’Ecluse, La Colombe, La Contrescarpe...) (Paris)
- 1970 : Lauréat du « Diapason d’Or de la Chanson Vivante » (ORTF) au Festival de Cognac (Charente)
- 1976 : Participation au Festival International de Confolens (Charente) ;
- 1976 : Le Massacre des Primevères : Théâtre de La Visitation (Limoges)
- 1978 : Fête de l’Humanité –1re partie du groupe "Tri Yann" (La Courneuve)
- 2003 : Festival Régional des Étangs Scènes et Cultures (Corrèze)
- 2005 : Festival URBAKA (Limoges)
- 2006 : Festival aux Champs (Corrèze) ;
- 2007 : Bar-cabaret « Le Gousset » (Limoges);
- 2010 : Festival Déc'OUVRIR de Concèze (Corrèze)
- 2012 : Chansons d'hommes et de terre : Théâtre de La Passerelle (Limoges)
- 2013 : Chanson Française en Sorbonne : Amphithéâtre Richelieu de la Sorbonne (Paris)

## Émissions de radio/TV
- 1970 : « Pop’Club » de José Arthur (France Inter)
- 1970 et 1971 : « Entrée Libre » (France Inter ORTF station de Limoges)
- 1971 : « Carrefour des Chansons » (France Inter ORTF station de Limoges)
- 1975 : « Les Matins Heureux » (France Inter – station de Limoges)
- 1990 : « Café des Banturles » (Radio France Limousin)
- 2007 : Le magazine des loisirs : interview de Valérie Derrer (France Bleu Limousin)
- 2007 : Le Live du Samedi avec Régis Mazabraud  (France Bleu Limousin)
- 2006 : Corrèze Télé Mag (Corrèze Télévision)[1]
- 2009 : Le Magazine des Loisirs de Christophe Tastet (France Bleu Limousin) présentation de l'album "Estivances"
- 2010 : Le Magazine des Loisirs de Christophe Tastet (France Bleu Limousin) présentation du Livre disque "Les temps... changent ?"
- 2012 : Le Magazine des Loisirs de Jean-Claude Boulesteix (France Bleu Limousin) présentation des "Chansons d'hommes et de Terre" au Théâtre de La Passerelle de Limoges
- 2012 : Journal 19/20 de FR3 Limousin-Poitou-Charente → "Chansons d'hommes et de terre" au Théâtre de La Passerelle de Limoges.
- 2013 : Corrèze Télé Mag (Corrèze Télévision) : autour du roman "Jeanne d'Agnoux/De Corrèze à Decazeville".

## Autres
- 2007 :  "Jean-Marc Lajudie / Carnet de notes d’un batteur" – Préface Jean Alambre - 50 photographies noir et blanc de Pascal Rabot – Éditions : Mines de Rien -  (ISBN 978-2-9520376-8-6).